# Ремезов (аэропорт)
Ре́мезов (ИАТА: RMZ, ИКАО: USTJ) — новый аэропорт города Тобольска с аэродромом класса В. Расположен в Тобольском районе Тюменской области, к юго-востоку от села Иртышатские юрты. Входит в российский аэропортовый холдинг Аэропорты Регионов.
Новый аэровокзал площадью 5 тыс. м² способен пропускать до 380 человек в час. Взлётно-посадочная полоса имеет протяжённость 2,4 километра. Она может принимать самолёты SuperJet 100, Airbus A320, Boeing 737 и другие.
24 сентября 2021 года тобольский аэропорт принял первый пассажирский рейс. 16 октября начались регулярные рейсы.

## История
Правительство Тюменской области и администрация Тобольска изучили несколько инвестиционных проектов по строительству нового аэропорта для Тобольска и прилегающих районов. Необходимость нового аэропорта для Тобольска 15 октября 2013 года также отметил Президент РФ Владимир Путин. Строительство нового аэропорта началось в 2018 году, в 10 км от прежнего городского аэропорта. Инвестором проекта выступает ПАО «СИБУР Холдинг».
Первый технический рейс аэропорт принял 24 марта 2020 года, его совершил самолёт Ан-148 специального лётного отряда «Россия».
Название «Ремезов» было присвоено аэропорту Тобольска в результате народного голосования «Тобольск окрыляет», инициированного общественной палатой города Тобольска, в честь сибирского историка и картографа Семёна Ремезова. За имя Семёна Ремезова проголосовали 76,57 % от общего количества участников. За имя композитора Александра Алябьева проголосовали 5,83 %, имя поэта и педагога Петра Ершова — 9,57 %, имя художника и этнографа Михаила Знаменского — 4,62 %, имя живописца Василия Перова — 3,41 % от общего количества участников голосования.
Новый аэропорт был введён в эксплуатацию в 4 квартале 2021 года.

## Аэровокзальный комплекс
Аэровокзальный комплекс имеет пропускную способность до 380 человек в час.
В здании находится оригинальное дизайнерское панно «Роза ветров» — прототип иллюстрации из чертёжной книги Семёна Ремезова. Данная конструкция превращает пол в большую карту и указывает на четыре стороны света: север, юг, запад и восток — направления полётов. Интерьер пассажирского терминала был разработан Skimen Studio.
Внутри здания аэровокзала имеются помещения общего и бизнес-класса, зал вылета, детская зона и кафе. Работают кафе «Тобольский калач» и сувенирный магазин «Подари Тобольск».

## Показатели деятельности
27 января 2022 года аэропорт обслужил 10-тысячного пассажира с момента открытия. 30 декабря 2022 года аэропорт обслужил 50-тысячного пассажира с момента открытия.
| год             | 2022 | 2023 | 2024 |
| тыс. пассажиров | 41   | 45   | 68   |

## Транспортная доступность
Основной дорогой для подъезда к аэропорту является трасса Р-404 «Тюмень—Тобольск—Ханты-Мансийск». Далее по автомобильной дороге «Тобольск—Вагай». Из аэропорта в Тобольск можно добраться менее, чем за 30 минут.
Запущен автобусный экспресс «Ремезов», который курсирует между городом и аэропортом. Для туристов в автобусе есть детальные аудиогиды.
На территории аэропорта есть платная автомобильная стоянка на 106 мест, 10 % мест зарезервировано для инвалидов.

## Авиакомпании и направления
По состоянию на март 2024 года аэропорт Тобольск (Ремезов) обслуживает рейсы следующих авиакомпаний: